# Vitus
A Vitus egy késői latin névből származó férfinév, eredete bizonytalan, jelentése valószínűleg szíves, jóindulatú, készséges, de lehet egy Wid-, Wit- kezdetű germán névnek és talán a Vitold régebb alakjának latinosítása is.

## Rokon nevek
Gujdó, Vid, Vida, Vidos
- Vító:[1] a Vitus olasz és spanyol változata

## Gyakorisága
Az 1990-es években szórványos név, a 2000-es években nem szerepel a 100 leggyakoribb férfinév között.

## Névnapok
- január 15.[2]
- június 15.[2]